# Quốc Trung
Quốc Trung (tên đầy đủ Nguyễn Quốc Trung, sinh ngày 17 tháng 9 năm 1966), là một nam nhạc sĩ, nhạc công kiêm nhà sản xuất thu âm người Việt Nam. Ông từng giành được 11 đề cử và 1 giải Cống hiến. Là con trai duy nhất của hai ca sĩ Trung Kiên và Thanh Nga, Quốc Trung sớm có được nền tảng âm nhạc vững chắc, được đào tạo tại Nhạc viện Hà Nội rồi tu nghiệp tại châu Âu. Trở về Việt Nam vào năm 1991, ông thành lập nên ban nhạc Phương Đông, gặt hái được nhiều thành công trên sân khấu Thủ đô với đỉnh cao là giải Nhất tại Liên hoan Các ban nhạc nhẹ toàn quốc lần đầu tiên (1993).
Năm 1991, Quốc Trung bắt đầu cộng tác với ca sĩ trẻ Thanh Lam. Cùng ban nhạc Phương Đông, bộ đôi này đã có rất nhiều chương trình gây tiếng vang lớn như Cho em một ngày, Đêm huyền diệu, Thiện thanh,... đưa Thanh Lam trở thành diva đầu tiên của công chúng. Thành công của Thanh Lam gắn liền với tên tuổi ban nhạc, mà trong đó album Mây trắng bay về vẫn được coi là một trong những album đỉnh cao của nhạc Việt cũng như của thể loại world music ở Việt Nam. Thanh Lam và Quốc Trung có hai người con là Thiện Thanh và Đăng Quang.
Sau khi chia tay Thanh Lam năm 2002, Quốc Trung tiếp tục sáng tác, hòa âm phối khí, sản xuất, và gặt hái được những thành công mới trên các phương diện này. Chương trình biểu diễn trực tiếp Đường xa vạn dặm (2004) của anh và album theo kèm gây chú ý lớn từ dư luận cùng nhiều đánh giá tích cực. Tiếp đó, ông bắt đầu hợp tác với nhiều ca sĩ và nghệ sĩ mới, đáng kể nhất có việc xây dựng thành công hình ảnh diva cho ca sĩ Hồng Nhung, ngoài ra là các dự án cộng tác với Phạm Hà Linh, Quái Vật Tí Hon, Tùng Dương, Uyên Linh, Nguyên Lê,... cùng nhiều nghệ sĩ quốc tế. Từ năm 2006 tới năm 2008, serie Đẹp Fashion Show do anh làm đạo diễn âm nhạc có được những thành công vang dội. Từ năm 2011, ông là tổng đạo diễn của Rock Storm. Trong 3 năm từ 2011 tới 2013, Quốc Trung và ban nhạc bắt đầu tổ chức chương trình trình diễn lớn nhất sự nghiệp Cầm tay mùa hè, với sự tham gia của nhiều nghệ sĩ nổi tiếng.
Trong giai đoạn 2010–2013, Quốc Trung giữ chức giám khảo cho chương trình truyền hình Thần tượng âm nhạc: Vietnam Idol. Từ năm 2011, anh trở thành Chủ tịch của Hội đồng thẩm định của chương trình Bài hát Việt. Đầu năm 2013, Quốc Trung nhận lời tham gia chương trình Giọng hát Việt bên cạnh những nghệ sĩ khác như Hồng Nhung, Mỹ Linh và Đàm Vĩnh Hưng. Tháng 4 cùng năm, Quốc Trung được tôn vinh là "Nhạc sĩ của năm" tại Giải thưởng Âm nhạc Cống hiến lần thứ 8. Năm 2014, Quốc Trung chính thức giới thiệu Lễ hội Âm nhạc Gió mùa do anh làm Tổng đạo diễn âm nhạc. Tiếp tục tổ chức đến năm 2017, Lễ hội âm nhạc đã trở thành biểu tượng văn hóa của Hà Nội với 5 lần ông và công ty Thanh Việt được đề cử và vinh danh ở hạng mục "Chương trình của năm" tại Giải thưởng Âm nhạc Cống hiến lần thứ 10, 11, 12, 13 và 15. Năm 2018, Lễ hội Âm nhạc Gió mùa lần thứ ba được KOCCA lựa chọn là đơn vị đại diện trao đổi nghệ sĩ với sự kiện âm nhạc Mu:CON tại Hàn Quốc.

## Tuổi trẻ
Quốc Trung sinh năm 1966 tại Hà Nội, là con trai duy nhất của NSND Trung Kiên và nghệ sĩ Thanh Nga – giảng viên Nhạc viện Hà Nội. Sống trong thời kỳ bao cấp khó khăn, song gia đình của Quốc Trung lại không phải quá lo lắng về chi tiêu vì khi đó, chế độ chính sách cho các nghệ sĩ rất được Nhà nước quan tâm. Chính Nghệ sĩ Nhân dân Trung Kiên là người đã dành dụm tặng cho con trai chiếc piano đầu tiên. Do bố mẹ thường phải đi công tác dài ngày, phần lớn thời gian tuổi thơ, Quốc Trung phải sống với bà nội. Khi còn nhỏ, gia đình Quốc Trung sống ở phố Tuệ Tĩnh, sau này chuyển ra phố Đội Cấn, Hà Nội.
Là một cậu bé nghịch ngợm và được nuông chiều, Quốc Trung dù có khiếu âm nhạc song lại chểnh mảng. Tới năm 12 tuổi, khi Quốc Trung vào Nhạc viện để học nhạc, cậu thậm chí vẫn còn chưa biết đọc nhạc. Dù bắt đầu muộn song cậu học rất nhanh và sớm đuổi kịp các bạn. Quốc Trung có giọng hát khá tốt, thần tượng của cậu là Phil Collins và khi còn học ở Nhạc viện Hà Nội, khoa piano, cậu lại rất giỏi môn xướng âm. Mặc dù được bố mẹ kỳ vọng đi theo con đường âm nhạc cổ điển, nhưng Quốc Trung lại bộc lộ rõ niềm đam mê nhạc nhẹ cũng như sự nghiệp sáng tác. 
Sau khi tốt nghiệp trung cấp piano, Quốc Trung chuyển qua học rồi tốt nghiệp khoa sáng tác. Năm 1990, anh được nhận tại Nhạc viện quốc gia Bulgaria ở Thủ đô Sofia – nơi đào tạo nhạc nhẹ nổi tiếng gần như duy nhất lúc bấy giờ trong hệ thống các nước xã hội chủ nghĩa – để theo học trong vòng 1 năm rưỡi.

## Sự nghiệp
Trở về Việt Nam vào năm 1991, ông cùng những người bạn cùng chí hướng ở Thủ đô thành lập nên ban nhạc Phương Đông. Ban đầu, họ thường xuất hiện tại các tụ điểm vũ trường lớn như MetPub (khách sạn Metropole) hay Sunset Pub (khách sạn Đông Đô). Quốc Trung trở thành thủ lĩnh, người chơi keyboard cũng như hòa âm phối khí, ban nhạc phương Đông bắt đầu đi con đường âm nhạc riêng đúng như tên gọi của mình với thứ nhạc pop-rock pha trộn sự hiện đại và phóng túng của nhạc nhẹ phương Tây với chất liệu âm nhạc truyền thống Việt Nam. Năm 1993, tại Liên hoan các ban nhạc toàn quốc lần thứ nhất được tổ chức tại Đà Nẵng, họ đã giành được vị trí quán quân.

### 1991–2001: Thanh Lam
Cũng năm 1991, Quốc Trung bắt đầu chính thức cộng tác về âm nhạc với ca sĩ Thanh Lam. Họ cùng nhau tạo nên những album xuất sắc như Giọt nắng bên thềm (1991), Tự sự (2000), Thiện thanh (2002), và đặc biệt là Mây trắng bay về (2001). Cùng với đó, ban nhạc Phương Đông và Thanh Lam trở thành những người khai phá các show diễn nhạc nhẹ đầu tiên ở Việt Nam với Đêm huyền diệu (1996), Thiện thanh (1996), Em và tôi (1999)... Năm 1997, Cho em một ngày của Thanh Lam với sự tham gia của ban nhạc Phương Đông và 2 ca sĩ trẻ Hà Nội là Bằng Kiều và Trần Thu Hà trở thành tour diễn cá nhân đầu tiên của làng nhạc nhẹ Việt. Với việc cộng tác với ban nhạc Phương Đông, Thanh Lam từ vị trí ca sĩ trẻ tiềm năng đã có trong tay những sản phẩm thành công vang dội.
Từ vị trí thủ lĩnh ban nhạc, Quốc Trung trở thành một trong những nhạc sĩ hòa âm hàng đầu và một nhà sản xuất âm nhạc chuyên nghiệp và Thanh Lam trở thành diva sớm nhất. Việc kết hợp với Quốc Trung và ban nhạc cũng đã đưa Thanh Lam trở thành ca sĩ đầu tiên có một ban nhạc riêng. Đổi lại, sự nổi tiếng, dữ dội của Thanh Lam – người được mệnh danh là nữ hoàng nhạc nhẹ khi đó – đã giúp Quốc Trung và ban nhạc Phương Đông được đông đảo khán giả yêu nhạc nhẹ cả nước biết đến. Tuy nhiên trong khoảng thời gian này, ban nhạc Phương Đông có nhiều sự xáo trộn lớn, điển hình là việc saxophone Trần Mạnh Tuấn rời nhóm để phát triển sự nghiệp solo, hay việc phải chia tay với guitar lead Văn Bình.
Trong 2 năm cuối cộng tác với Thanh Lam, Quốc Trung đã có những thành công nhất định với chương trình ca nhạc mang tên Dòng thời gian, tạo nên chút tiếng vang trong dư luận và bắt đầu giới thiệu anh tới công chúng trong vai trò nhạc sĩ sáng tác.

### 2001–2005: Hồng Nhung
Năm 1999, Quốc Trung đã từng hợp tác với những nhạc sĩ Quốc Bảo, Vũ Quang Trung và Trần Tiến thực hiện thành công album đầu tay của ca sĩ Trần Thu Hà, Em về tinh khôi. Sau đó, với sự giúp đỡ của nhạc sĩ Dương Thụ, anh bắt đầu viết những ca khúc thành công như "Sao chẳng về với em", "Đố tình", "Tre xanh ru", "Cầm tay mùa hè" và sau này là "Tình yêu ở lại", "Con chim sâu", "Hòn đá trong vườn tôi",... Cuối năm 2001 đầu năm 2002, gia đình Quốc Trung - Thanh Lam đổ vỡ. Anh vì thế đi tìm những thử thách mới, trong đó có việc bắt đầu bùng nổ sáng tác (kể từ Mây trắng bay về) và mở rộng nghệ sĩ cộng tác. 
Ngay năm 2001, sau khi có thêm những thành viên mới, ban nhạc Phương Đông đã sản xuất thành công album Ngày không mưa – album đỉnh cao đầu tiên của sự nghiệp Hồng Nhung. Năm 2004, ban nhạc tiếp tục thành công cùng Hồng Nhung với album xuất sắc Khu vườn yên tĩnh và liveshow theo kèm. Nhận xét về album này, báo Thể thao & Văn hóa gọi đây là album là đột phá nhất trong sự nghiệp âm nhạc của Hồng Nhung, "mang đậm đặc màu sắc đương đại, văn minh, hướng đến sự phát triển ngoài biên giới Việt.". Tới năm 2011, Quốc Trung tạo nhiều bất ngờ tích cực trong vai trò hòa âm phối khí album Vòng tròn của Hồng Nhung, giúp cô đạt được đề cử cho "Album của năm" tại Giải thưởng Âm nhạc Cống hiến lần thứ 7.
Ngày 13 tháng 3 năm 2004, Quốc Trung và ban nhạc Phương Đông cho ra mắt chương trình Đường xa vạn dặm với những dòng nhạc dân gian như chèo, ca trù, xẩm, quan họ quen thuộc kết hợp với world music và âm nhạc phương Tây. Với cốt truyện từ tác phẩm Chuyện người con gái Nam Xương của Nguyễn Dữ và cấu trúc âm nhạc chặt chẽ, Đường xa vạn dặm nhận được nhiều đánh giá tích cực từ người hâm mộ cũng như giới chuyên môn. Ấn bản CD theo kèm được phát hành vào cuối năm cũng nhận được đông đảo sự quan tâm của người yêu nhạc và sau này được coi là album chính thức giới thiệu thể loại world music tới Việt Nam và bạn bè quốc tế. Năm 2006, anh mang chương trình Đường xa vạn dặm đi biểu diễn tại Đan Mạch, sau đó được giới thiệu làm đại sứ âm nhạc Việt Nam, mang demo các sáng tác của mình đi giới thiệu với các festival âm nhạc tại châu Âu. Cùng năm, Quốc Trung bắt đầu làm đạo diễn âm nhạc cho serie trình diễn thời trang Đẹp Fashion Show. 1 năm sau, anh tiếp tục đảm nhận vị trí này. Cả hai chương trình đều được đánh giá cao về phần âm nhạc mà Quốc Trung phụ trách.
Ngoài thành công với Hồng Nhung, Quốc Trung lại không có duyên sản xuất với những nghệ sĩ lớn khác, bao gồm các thành viên ban nhạc Phương Đông là guitar Trần Thanh Phương và tay trống Lê Quốc Hưng. Những lần cộng tác của Quốc Trung với Tùng Dương, Khánh Linh, Phạm Hà Linh, Hà Trần hay Nathan Lee đều không cho tới kết quả cuối cùng là những album phòng thu thành công. Sự khắt khe trong âm nhạc cùng việc không thường xuyên lưu diễn khiến Quốc Trung dần bị gán cho những biệt danh "khó tính", "lười" rồi "cụ rùa".

### Sản xuất chương trình nghệ thuật
Kể từ năm 2011, Quốc Trung trở thành tổng đạo diễn của tour diễn xuyên Việt lớn nhất đó chính là Rock Storm. Tour diễn quy tụ sự tham gia của rất nhiều ban nhạc và nghệ sĩ nhạc rock xuất sắc cả trong và ngoài nước. Đây là chương trình thường niên, lâu năm, uy tín, có nhiều thành công vang dội và nhận được sự hưởng ứng mạnh mẽ từ khán giả trẻ. RockStorm 2012 với thông điệp "Khát khao đột phá" được đánh giá là một bước tiến lớn theo nhiều nghĩa, và cuối cùng được đề cử tại Giải thưởng Âm nhạc Cống hiến cho "Chương trình của năm" vào tháng 3 năm 2013. Tiền vé bán ra từ chương trình đều được dành hết cho hoạt động từ thiện ủng hộ Quỹ Học sinh, sinh viên nghèo hiếu học của Trung ương Đoàn và Quỹ Phẫu thuật Nụ cười.
Tháng 6 năm 2011, Quốc Trung trở lại cộng tác với Thanh Lam sau 10 năm gián đoạn trong chương trình số 3 của Không gian âm nhạc mang tên Đường xa... Mây trắng, đạo diễn bởi Việt Tú. Ngoài ra, danh sách nghệ sĩ khách mời còn có Xuân Diệu, Nghệ sĩ ưu tú Thanh Hoài, Kiều Anh và đặc biệt có sự xuất hiện của 2 người con của 2 nghệ sĩ. Đây là một buổi diễn thành công, tạo nhiều ấn tượng tốt với người yêu nhạc. Tới cuối năm, Quốc Trung và Thanh Lam tham gia vào buổi diễn Vọng nguyệt (Wishing upon the moon) của người bạn thân Niels Lan Doky. Kể từ năm 2011, Quốc Trung trực tiếp đạo diễn chương trình Cầm tay mùa hè. Đây là chương trình thường niên, được tổ chức mỗi năm 1 lần với các nghệ sĩ khách mời như Thanh Lam, Mỹ Linh (cùng ban nhạc Anh Em), Uyên Linh, Tùng Dương, Hà Trần, Phạm Hà Linh,...
Tháng 9 năm 2012, Quốc Trung cùng ê-kíp của 'Đường xa vạn dặm' tái hợp để tổ chức chương trình trình diễn Nguồn cội. Danh sách các nghệ sĩ khách mời bao gồm Nguyên Lê, Dhafer Youssef, Rhani Krija, Kiều Anh và Thanh Lam. Tiếp tục trình diễn world music pha trộn với jazz, nhạc điện tử, nhạc dân gian cùng experimental, Nguồn cội được đánh giá cao về chuyên môn. Ngoài ra, các nghệ sĩ cũng cùng nhau thu âm một album cùng tên và một album riêng cho Thanh Lam. Cả hai album này được phát hành trong và ngoài nước vào đầu năm 2013 rồi được tham gia quảng bá tại một vài kỳ festival âm nhạc quốc tế.

Quốc Trung (hàng trước, phải), cùng ban tổ chức sự kiện LiveSpace Vietnam và ban nhạc Những đứa trẻ, tháng 1 năm 2021 tại Hà Nội

Quốc Trung cũng có mặt tại các festival âm nhạc uy thế giới như Montreux Jazz Festival, Roskilde Music Festival và biểu diễn cùng với nhiều ngôi sao âm nhạc như Stephan Eicher, Manu Katche,... ngoài ra có thể kể tới chương trình 'Asian Session - Universal' rất thành công tại Đan Mạch cùng Lan Doky. Cuối năm 2012, anh cùng nhạc sĩ Huy Tuấn đứng lên khởi xướng cuộc vận động "Nghe có ý thức" nhằm ủng hộ chiến dịch thu phí tải nhạc trực tuyến từ các trang web ở Việt Nam. Cuộc vận động sau đó được báo Thể thao & Văn hóa bầu chọn là một trong 10 sự kiện văn hóa của năm.
Tháng 8 năm 2013, Quốc Trung tiếp tục thành công với chương trình Những giấc mộng đêm hè tại Nhà hát Lớn Hà Nội với sự tham gia của Phạm Thu Hà, Tùng Dương và Lê Công Hải. Buổi diễn vốn được dành cho chương trình Cầm tay mùa hè, song vì vài lý do đã phải rời thành buổi diễn riêng. Những giấc mộng đêm hè được đánh giá cao về chuyên môn, nhận được sự đón nhận tích cực từ người yêu nhạc Tới tháng 9, anh nhận lời mời của nhạc sĩ Dương Thụ để xuất hiện trong chương trình 'Điều còn mãi' được tổ chức bởi báo điện tử VietNamNet.
Ngoài việc sản xuất album và tổ chức các chương trình ca nhạc, Quốc Trung cũng có niềm đam mê lớn với việc viết nhạc phim. Anh bắt đầu công việc này từ năm 1993, sau đó tham gia nhiều bộ phim quan trọng, trong đó có thể kể tới Ngã ba Đồng Lộc của Lưu Trọng Ninh, sau đó là Chìa khóa vàng của Lê Hoàng, Chuyện của Pao của Ngô Quang Hải, Trái tim bé bỏng của Nguyễn Thanh Vân, Cánh đồng bất tận của Nguyễn Phan Quang Bình, Long thành cầm giả ca của Đào Bá Sơn, cùng một vài phim truyền hình như Thái sư Trần Thủ Độ của Đào Duy Phúc. Anh tâm sự nhạc phim là sở thích của mình từ thời sinh viên: "Nhạc không lời cũng là thế mạnh của tôi và nhạc phim là thứ tôi thích khi học ở trường nhạc. Cho đến tận bây giờ tôi vẫn thích nhạc không lời nhiều hơn là ca khúc." Ngoài ra, Quốc Trung cũng từng thử sức viết cả nhạc quảng cáo.
Kể từ năm 2014, anh là giám đốc âm nhạc của chương trình Giai điệu tự hào trên sóng VTV1 của Đài truyền hình Việt Nam. Sau 3 số lên sóng, anh nhường lại vị trí giám đốc cho người bạn thân Thanh Phương và tham gia chương trình trong vai trò khách mời. Hiện tại, Quốc Trung đang hợp tác cùng Thanh Lam thực hiện album world music và nhạc điện tử mang tên Tự tình, ra mắt vào tháng 3 năm 2014. Cùng năm 2014, sau khi tuyên bố ngưng dự án Cầm tay mùa hè, anh đứng ra tổ chức Liên hoan âm nhạc quốc tế đầu tiên tại Hà Nội mang tên Gió mùa, quy tụ nhiều nghệ sĩ trong và ngoài nước tham gia. Chương trình được tổ chức tại Hoàng thành Thăng Long trong 3 ngày đầu tiên của tháng 10, trong đó buổi diễn ngày 2 tháng 10 được truyền hình trực tiếp trên kênh VTV1 Đài truyền hình Việt Nam Nhìn chung, Gió mùa tiếp tục là một chương trình thành công của cá nhân Quốc Trung khi nhận được nhiều đánh giá tích cực từ khán giả cũng như giới chuyên môn.

### Truyền hình thực tế
Năm 2010, Quốc Trung tham gia làm giám khảo của chương trình âm nhạc Thần tượng âm nhạc: Vietnam Idol. Thành công đặc biệt của chương trình đã khiến Quốc Trung đồng ý sản xuất cho quán quân Uyên Linh Album đầu tay của cô, Giấc mơ tôi, với sự hợp tác của nhạc sĩ Lưu Thiên Hương, vốn định phát hành vào tháng 6 năm 2011 song vì nhiều lý do đã phải rời xuống tận tháng 2 năm 2012. Dù có được nhiều đánh giá tích cực, tuy nhiên chính Quốc Trung chỉ khẳng định album này của Uyên Linh chỉ là "một sự tri ân với khán giả". Cùng với đó, Uyên Linh cũng tổ chức 1 tour diễn xuyên Việt mang tên Giấc mơ tôi - UniTour theo kèm là 1 chuyến lưu diễn 10 ngày qua 3 thành phố lớn ở châu Âu. Liveshow Người hát tình ca cũng được Quốc Trung tổ chức dành riêng cho Uyên Linh vào cuối năm 2012. Tới đầu năm 2013, Giấc mơ tôi được đề cử cho hạng mục "Album của năm" tại Giải thưởng Âm nhạc Cống hiến lần thứ 8, mặt khác, ca khúc "Người hát tình ca" (sáng tác Lưu Thiên Hương) thì được nằm trong đề cử của hạng mục "Bài hát của năm". Bản thân Uyên Linh cũng có tên trong đề cử hạng mục quan trọng nhất là "Ca sĩ của năm". Ngoài ra, Uyên Linh cũng tham gia nhiều chương trình lớn nhỏ do Quốc Trung sản xuất, tiêu biểu như Cầm tay mùa hè (2011, 2012).
Sau nhiều năm làm thành viên, kể từ năm 2011, Quốc Trung chính thức trở thành Chủ tịch của Hội đồng thẩm định của chương trình Bài hát Việt. Năm 2012, Quốc Trung tiếp tục làm giám khảo chương trình Thần tượng âm nhạc: Vietnam Idol mùa thứ 4. Nhờ tài ăn nói khéo léo, hoạt ngôn, sâu sắc, cùng với đó là khả năng định hướng phong cách các thí sinh, anh được coi là một trong những yếu tố tạo nên thành công của Vietnam Idol. Tuy nhiên, gần như ngay sau khi kết thúc chương trình vào tháng 3 năm 2013, anh gây bất ngờ lớn với việc đồng ý nhận lời làm huấn luyện viên cho chương trình Giọng hát Việt mùa thứ 2. Sự tham gia của anh vào Giọng hát Việt gây nhiều phản ứng trái chiều, đặc biệt là khi chương trình mùa thứ nhất có quá nhiều thị phi tới mức anh từng khéo léo chê bai và cuối cùng khiến cha của anh là Nghệ sĩ Nhân dân Trung Kiên cũng phải lên tiếng chỉ trích. Phản ứng về điều này, anh nói: "Tôi không cần scandal và những người yêu quý tôi cũng không thích tôi tạo ra scandal."

## Quan điểm âm nhạc
~ Quốc Trung
Được tu nghiệp tại châu Âu, Quốc Trung xác định và sớm trở thành người tiên phong về thể loại world music ở Việt Nam. Khi mới khởi nghiệp, anh được công chúng biết tới nhiều trong vai trò hòa âm phối khí. Với album Mây trắng bay về, người hâm mộ bắt đầu nhìn thấy nhiều hơn khả năng sáng tác và đặc biệt là sản xuất của anh. Thành công sau đó của Ngày không mưa, Khu vườn yên tĩnh, Một ngày mới, Vòng tròn (cùng Hồng Nhung) và Giấc mơ tôi (cùng Uyên Linh) đã khẳng định thêm điều này. Quốc Trung được biết tới nhiều trong việc sử dụng những chất liệu âm nhạc truyền thống kết hợp với ngôn ngữ hiện đại để tạo ra cách thể hiện âm nhạc mới lạ, góp phần đưa các giá trị âm nhạc dân tộc tiệm cận với thế giới.
Nói về quan điểm âm nhạc, Quốc Trung từng bị coi là "trung thành và khá bảo thủ với nghệ thuật chính thống và ít khi ủng hộ chiêu trò trong âm nhạc". Anh cũng là một người đề cao sự tận tâm với nghề: "Sự tử tế vốn là điều cần phải có khi làm nghệ thuật hay bất cứ ngành kinh doanh nào... Sự tử tế chỉ có được khi tiếng hát, tiếng đàn đến tai khán giả và đem cho họ hứng khởi, những cảm xúc." Mặt khác, anh lại nổi tiếng là một người cẩn thận và kỹ lưỡng, thậm chí thường xuyên làm chậm trễ thời gian. Về điều này, ca sĩ Hồng Nhung cũng bộc bạch: "Tôi nghĩ anh Trung không lười đâu, ngược lại anh ấy rất bận. Và không thể cãi Quốc Trung được, vì đúng là album nào ra cũng hay hết."
~ Quốc Trung
Điểm nổi bật trong âm nhạc của Quốc Trung là tính "kín đáo thâm trầm", "lặng lẽ như sóng ngầm", "hiền lành và tình cảm có khi yếu ớt". Tự nhận mình là con người "nhút nhát" và "không quảng giao", có lẽ vì thế, anh được biết tới nhiều là một nhạc sĩ luôn tìm tòi và đề cao cá tính trong âm nhạc. Cũng từ đây, nhiều người đã đồng ý rằng sự kết hợp "trái dấu" giữa cá tính âm nhạc của Quốc Trung và Thanh Lam đã tạo nên thành công rực rỡ cho sự nghiệp của cô.
~ Quốc Trung
Là người rất đề cao sự sáng tạo trong âm nhạc, qua một bài phỏng vấn được thực hiện bởi báo điện tử VTC News vào tháng 9 năm 2013, Quốc Trung gây chú ý trong dư luận khi tuyên bố "Thanh niên mà nghe nhạc sến là bất thường!" Theo anh, nhạc sến là một hình thức tư duy cũ, không sáng tạo, thiếu thẩm mỹ và văn minh Những phát biểu này tạo ra những phản ứng trái chiều từ nhiều nghệ sĩ và người nghe nhạc, trong đó có những phản bác dữ dội từ ca sĩ Ngọc Sơn, Quang Lê, Bảo Yến, nhạc sĩ Quốc Bảo hay Đặng Hữu Phúc, cùng với đó là nhiều lời ủng hộ từ người trong nghề, tiêu biểu như nhạc sĩ Huy Tuấn.
Trong chương trình Giai điệu tự hào số thứ 5 phát sóng cuối tháng 5 năm 2014, bản phối mới ca khúc "Đi học" của Quốc Trung bị phản đối dữ dội từ nhiều người trong nghề và cả người nghe. Tuy nhiên bên cạnh đó, số người ủng hộ bản phối mới này là không hề nhỏ. Trước nhiều luồng dư luận, Quốc Trung chỉ bình tĩnh trả lời rằng ca khúc "Đi học" được hòa âm sáng tác theo một cách hiểu mới và khác thông thường

## Đời sống cá nhân

### Nghệ sĩ Nhân dân Trung Kiên
Nghệ sĩ Nhân dân Trung Kiên nổi danh cùng lớp Nghệ sĩ Nhân dân đầu tiên như Qúy Dương, Trần Hiếu, Thanh Huyền, Kiều Hưng. Ngoài ra, ông còn là thầy của nhiều ca sĩ nổi tiếng khác như Nghệ sĩ Nhân dân Lê Dung, Phương Nga, Bích Thủy, Đăng Dương. Năm 1992, ông đảm nhiệm Thứ trưởng Bộ Văn hóa - Thông tin, phụ trách văn hóa nghệ thuật trong thời gian 10 năm liên tục cho đến khi ông về hưu năm 2001.
~ Quốc Trung
Nghệ sĩ Nhân dân Trung Kiên và mẹ Quốc Trung quen nhau cũng trong môi trường âm nhạc. Ông vốn là thành viên của ban nhạc đồng ca Rạng Đông, còn bà Thanh Nga là ca sĩ trong ban Tuổi Xanh. Sau đó, hai bên sáp nhập thành ban đồng ca của Thành Đoàn Thanh niên Hà Nội. Nhớ ngày Quốc Trung ra đời, Nghệ sĩ Nhân dân Trung Kiên kể lại: "Hôm đó hai vợ chồng đi xem phim ở rạp Tháng Tám. Lúc về vợ tôi kêu đau bụng, đưa vào viện và sinh luôn Trung." Nghệ sĩ Nhân dân Trung Kiên không chỉ là người cha mà còn là người thầy của Quốc Trung, là người đã định hướng anh tới con đường âm nhạc, chỉ dẫn anh rằng "những hào quang trên sân khấu là những khoảnh khắc được kết tinh bởi rất nhiều mồ hôi, công sức, trăn trở của người nghệ sĩ". Tuy nhiên, anh thừa nhận rằng 2 bố con lại không thực sự hợp nhau.
Chính Nghệ sĩ Nhân dân Trung Kiên cũng từng nói: "Quốc Trung không cãi tôi nhưng không bao giờ làm theo những gì tôi chỉ dạy." Không giống như nhiều gia đình nghệ sĩ khác, với người con trai duy nhất của mình, Nghệ sĩ Nhân dân Trung Kiên lại áp dụng cách giáo dục nghiêm khắc song lại không ép buộc; chính điều đó đã giúp Quốc Trung có thể làm được mọi việc trong gia đình, kể cả của phụ nữ. Từ người cha của mình, anh học được cách giáo dục con cái khi không bao giờ có sự áp đặt trong cách giáo dục con trẻ.
~ Nghệ sĩ Nhân dân Trung Kiên
Sau khi gia đình Quốc Trung - Thanh Lam đổ vỡ, chính Nghệ sĩ Nhân dân Trung Kiên là người giúp anh gượng dậy sau vấp ngã đó. Ông nhận Quốc Trung và 2 đứa cháu nội về sống cùng, trực tiếp dạy dỗ các cháu về âm nhạc cũng như cuộc sống. Việc bà Thanh Nga qua đời vào năm 2000 vì ung thư là cú sốc lớn tiếp theo đối với gia đình Trung Kiên - Quốc Trung. Sau đó, đại gia đình nhận được nhiều sự giúp đỡ từ người vợ thứ hai của Nghệ sĩ Nhân dân Trung Kiên: Nghệ sĩ Nhân dân Trần Bạch Thu Hà. Cả Thanh Lam, dù không cùng chung sống với Nghệ sĩ Nhân dân Thu Hà cũng rất cảm kích, ngưỡng mộ tình cảm của bà dành cho hai con mình.
Nghệ sĩ Nhân dân Trung Kiên cũng từng tham gia vào một vài sản phẩm và dự án âm nhạc với Quốc Trung, có thể kể tới các album Mây trắng bay về (2001) và Thiện thanh (2002) của Thanh Lam, hay dự án Đường xa vạn dặm (2004). Ông cũng xuất hiện trong chương trình Con đường âm nhạc số 15 (2007) khắc họa chân dung con trai; chính Quốc Trung đã trình bày ca khúc do mình sáng tác mang tên "Bài hát cho cha" như một lời tri ân gửi tới ông.

### Thanh Lam
~ Quốc Trung
Quốc Trung quen biết Thanh Lam từ nhỏ khi cả hai còn đang theo học tại Nhạc viện Hà Nội. Tuy nhiên, họ chỉ bắt đầu yêu nhau khi Quốc Trung qua Bulgaria tu nghiệp. Khi đó, Thanh Lam – đã có 1 đời chồng và 1 người con gái riêng – bắt đầu nổi lên với giải thưởng "Ca sĩ được yêu thích nhất" tại Liên hoan Âm nhạc La Habana ở Cuba. Năm 1991, Quốc Trung dẫn Thanh Lam về ra mắt gia đình và xin phép kết hôn, nhưng cuộc tình của họ đã không được bố mẹ chấp nhận vì lo ngại tính cách của Quốc Trung và Thanh Lam quá khác nhau. Thanh Lam là người quá mạnh mẽ, cá tính, đầy tham vọng và sức sống, trong khi Quốc Trung là người đằm tính, nhẹ nhàng, với tính cách hướng nội.
Tuy không làm thủ tục kết hôn, Quốc Trung vẫn lập gia đình cùng ca sĩ Thanh Lam. Họ có với nhau 2 người con là Thiện Thanh (sinh năm 1996) và Đăng Quang (sinh năm 1998). Sau đúng 10 năm, quan hệ tan vỡ và 2 người làm thủ tục ly hôn. Những trục trặc trong đời sống hôn nhân của "bộ đôi vàng của nhạc Việt" đã từng tạo cảm hứng cho nhạc sĩ Dương Thụ viết lời trong nhiều sáng tác của Quốc Trung, tiêu biểu như "Đố tình", "Mây trắng bay về" hay "Tình yêu ở lại". Cuộc chia tay cũng đánh dấu khoảng thời gian suy sụp tinh thần của cả hai nghệ sĩ. Sự kiện này cũng bắt đầu 10 năm sau đó gián đoạn về mặt âm nhạc giữa 2 nghệ sĩ.
~ Thanh Lam
Sau khi chia tay Thanh Lam, Quốc Trung đã có 1 cuộc tình nghiêm túc gần dẫn tới hôn nhân song cuối cùng, anh cũng tự nhận mình là người không hợp với chuyện này. Mặt khác, cả Thanh Lam lẫn Quốc Trung đều phủ nhận việc tái hôn cho dù vẫn tái hợp với nhau trên con đường âm nhạc.
Sau khi ly hôn, Quốc Trung một mình nhận nuôi cả hai con. Ban đầu, anh vẫn nhờ cha là Nghệ sĩ Nhân dân Trung Kiên (cùng với người vợ khi đó của ông là Nghệ sĩ Nhân dân Trần Bạch Thu Hà) giúp đỡ. Sau này, Quốc Trung đều tự tay làm việc nhà cũng như chăm sóc các con. Quan điểm của anh đối với bọn trẻ là luôn có sự tôn trọng "muốn hiểu rõ chúng hơn thì phải làm bạn và tìm cách đối thoại cũng như lắng nghe những suy nghĩ, tâm tư của chúng".
Năm 2012, khi bắt đầu chương trình Giọng hát Việt, Thanh Lam từng vướng phải vụ việc khi thẳng thừng chê bai 2 huấn luyện viên Hồ Ngọc Hà và Đàm Vĩnh Hưng không có đủ trình độ chuyên môn để tham gia chương trình Những lời nhận xét trên đã gây ra những đánh giá rất khác nhau nơi người nghe nhạc cũng như những người liên quan trực tiếp tới chương trình, song riêng Hồ Ngọc Hà và Đàm Vĩnh Hưng đã có những phản ứng khá tiêu cực. Về vấn đề này, Quốc Trung bất ngờ xuất hiện và ủng hộ Thanh Lam.
~ Quốc Trung
Hai người con của Quốc Trung cũng đều được định hướng âm nhạc theo cha mẹ. Được thừa hưởng truyền thống gia đình nhiều nhạc sĩ lớn, Thiện Thanh và Đăng Quang đều theo học Nhạc viện Hà Nội và sớm chứng tỏ những tố chất nghệ sĩ. Nói về 2 người con của mình, anh tâm sự: "Con trai giống tôi, tương đối kín đáo, tự lập và trầm tính. Con gái hay nổi loạn giống mẹ. Nhưng con gái tôi cũng rất hiền và tình cảm." Đăng Quang sau khi giành chiến thắng tại cuộc thi âm nhạc Quốc tế Val Tidone lần thứ 13 tại Picenza, Italia đã được trao giải thưởng Gương mặt trẻ Thủ đô tiêu biểu năm 2013. Sau đó, cùng với nhiều giải thưởng lớn trong nước và quốc tế khác, Đăng Quang đã được trao giải Gương mặt trẻ Việt Nam tiêu biểu năm 2013 trong lĩnh vực Văn hóa văn nghệ.
Đầu năm 2015, Quốc Trung lập gia đình lần thứ 2 với nữ doanh nhân Lê Hương Lan. Không có nhiều thông tin trên báo chí, nhưng cô lại khá thân thiết và được chính Thanh Lam vô cùng quý trọng.

### Đam mê
Là một nhạc sĩ và nhà sản xuất chuyên về world music và âm nhạc điện tử, Quốc Trung là người được biết tới là người sở hữu phòng thu hàng đầu Việt Nam, ngay gần khuôn viên của Nhạc viện Hà Nội. Ngoài ra, anh cũng là người rất quan tâm tới các hiệu ứng thị giác và ánh sáng trên sân khấu. Cuối năm 2011, anh thành lập hãng đĩa riêng mang tên Thanh Việt với sản phẩm đầu tay là album Giấc mơ tôi của ca sĩ Uyên Linh.
Quốc Trung cũng nổi tiếng là người đam mê xe phân khối lớn với bộ sưu tập vô cùng đa dạng và thời thượng. Tuy nhiên, trả lời sau khi được hỏi về sở thích của mình, anh nói: "Tôi không thích đồ hiệu... tôi rất ghét những thứ đó. Tôi chỉ thích những đồ công nghệ để phục vụ cho công việc." Ngoài ra, anh cũng là một người thích tụ tập bạn bè, đi du lịch, uống và tìm hiểu các thức uống đơn mạch nha.

## Danh sách đĩa nhạc

### Album
Quốc Trung và ban nhạc Phương Đông
- Thiện Thanh (2002)
- Đường xa vạn dặm (2005)
- Nguồn cội (2012)
- Để gió cuốn đi (2021)
- The Field of Heritage – Life on High (2025)

Thanh Lam
- Giọt nắng bên thềm (1991)
- Tự sự (2000)
- Mây trắng bay về (2001)

Hồng Nhung
- Ngày không mưa (2001)
- Một ngày mới (2003)
- Khu vườn yên tĩnh (2004)
- Vòng tròn (2011)

Uyên Linh
- Giấc mơ tôi (2012)

### Liveshow
- Đêm huyền diệu (1996)
- Thiện thanh (1996)
- Cho em một ngày (1997)
- Em và tôi (1999)
- Dòng thời gian (2001)
- Một ngày mới (2003)
- Đường xa vạn dặm (2004)
- Khu vườn yên tĩnh (2004)
- Con đường âm nhạc: Quốc Trung (2007)
- Đường xa... Mây trắng (2011)
- Vọng nguyệt (Wishing Upon the Moon) (2011)
- Rock Storm (2011–2017)
- Cầm tay mùa hè (2011–2016)
- Nguồn cội (2012)
- Những giấc mộng đêm hè (2013)
- Đêm hè Lam (2017)
- Bình minh (2018)

### Liên hoan âm nhạc
- Liên hoan âm nhạc quốc tế Gió mùa (2014–2017; 2018–nay)

### Truyền hình thực tế
- Bài hát Việt (2009–2015)
- Thần tượng âm nhạc: Vietnam Idol (2010–2012)
- Giọng hát Việt (2013)

## Tôn vinh
~ Bình Nguyên Trang, báo Công an nhân dân
Quốc Trung được coi là đại diện tiêu biểu cho thế hệ nhạc sĩ thứ hai của nhạc nhẹ Việt Nam, sau thế hệ của những Phú Quang, Trần Tiến, Thanh Tùng, Dương Thụ, Nguyễn Cường, Bảo Chấn, Phó Đức Phương... Tạp chí Đẹp viết: "Thế hệ của Quốc Trung có thể coi là rường cột của các nhà sản xuất và nhạc sĩ Việt Nam hiện nay. Thế hệ đại thụ coi như đã không còn sáng tác được nữa và họ cũng không thể làm được gì hơn thế hệ nhạc sĩ mới. Quốc Trung nói nhiều nhưng nói hay, làm tuy không nhiều nhưng làm chất... Bởi thế tầm ảnh hưởng của Quốc Trung ngoài tác động được đến truyền thông và khán giả trung cấp, còn tác động trực tiếp vào giới chuyên môn, đặc biệt là những thế hệ kế thừa." Anh cũng được đánh giá là một trong những nhạc sĩ xuất sắc trong nhiều lĩnh vực như sáng tác, tổ chức, sản xuất cũng như đạo diễn các chương trình trình diễn trực tiếp.
Quốc Trung từng được nhạc sĩ Dương Thụ gọi là "tinh hoa, điểm sáng của nhạc Việt". Báo Công an nhân dân tôn vinh anh: "Không rầm rộ ra đĩa CD, hay mở liveshow, rồi có những phát ngôn gây sốc như những nhạc sĩ thị trường, cũng không cần phải cậy nhờ đến những ca sĩ thuộc hàng "hot" để tiếp thị âm nhạc của mình đến khán giả, như chiêu bài của một số nhạc sĩ đình đám giả thường khác. Quốc Trung đi con đường riêng, giản dị và bình lặng hơn nhiều." Hơn hết, Quốc Trung được đặc biệt đánh giá cao về khả năng kết hợp âm nhạc truyền thống Việt Nam với âm nhạc hiện đại mà vẫn luôn tạo được bản sắc độc đáo.
Nói về Quốc Trung, Thanh Lam để lại nhiều tiếc nuối khi không thể cùng nhau có nhiều hơn 1 album phòng thu là Mây trắng bay về. Mặt khác, cô cũng luôn dành cho anh sự tôn trọng lớn lao: "Mỗi khi hát với Quốc Trung, tôi luôn rất tự tin. Tôi đánh giá Quốc Trung là một trong những nhạc sĩ hàng đầu của Việt Nam... Tôi tin, với mỗi chương trình tổ chức, Quốc Trung sẽ tìm được cách thực hiện nó một cách hay nhất, tốt nhất."
Hồng Nhung nhận xét về anh khi chuẩn bị cho dự án Vòng tròn (2011): "Anh Trung là một người có tâm hồn, có văn hóa, kiến thức âm nhạc và chúng tôi có chung gu thẩm mỹ. Âm nhạc của anh ấy luôn thể hiện tư duy thống nhất có phát triển, [...] xuyên suốt và thể hiện rõ ý tưởng. Đó là điều làm tôi nể phục nhất." Ngoài ra, cô cũng ca ngợi nhạc sĩ là một người luôn lắng nghe và hòa hợp với thế giới bên ngoài "luôn chuyển động và phát triển để tạo nên những vẻ đẹp khác nhau".
Ngoài những đề cử dành cho Hồng Nhung và Uyên Linh, Quốc Trung lần đầu tiên có được đề cử cá nhân tại Giải thưởng Âm nhạc Cống hiến vào năm 2004 cho hạng mục "Chương trình của năm" (với 'Đường xa vạn dặm'), cùng với đó là "Nhạc sĩ của năm". Tới năm 2011, anh một lần nữa được đề cử tại hạng mục "Nhạc sĩ của năm" và tới năm 2012, anh chính thức được tôn vinh ở hạng mục này với tỉ lệ bầu chọn áp đảo 65%. Phát biểu sau khi được trao giải, anh nói: "Được các nhà báo ghi nhận những đóng góp của mình trong năm qua, ít nhiều cũng là niềm vui, động lực để mình tiếp tục công việc. Còn động lực chính tôi nghĩ mỗi nhạc sĩ phải tự tìm thấy cho riêng mình, để làm ra các sản phẩm âm nhạc có chất lượng dành cho công chúng." Tại Giải thưởng Âm nhạc Cống hiến lần thứ 9, Rock Storm đã được trao giải "Chuỗi chương trình của năm". Tới tháng 4 năm 2015, tới lượt Liên hoan âm nhạc Gió mùa do Quốc Trung làm tổng đạo diễn được trao giải Cống hiến cho "Chuỗi chương trình của năm" tại lễ trao giải lần thứ 10.